# Provincia di Nagpur
La Provincia di Nagpur (in inglese: Nagpur Province) era una agenzia dell'India britannica. La sede della capitale locale era posta a Nagpur.
Nel 1861, la provincia di Nagpur venne unita alle Province Centrali con i Territori di Saugor e Nerbudda.

## Storia
La provincia di Nagpur venne costituita dopo la morte senza eredi del maharaja Raghoji III nel 1853. Gli inglesi sfruttarono la dottrina della decadenza per giustificare l'annessione dello stato principesco di Nagpur. La provincia includeva i domini dei maharaja di Nagpur, potenti membri della confederazione maratha che avevano conquistato grandi aree dell'India centrale ed orientale nel XVIII secolo. Nel 1818, a conclusione della terza guerra anglo-maratha, il maharaja aveva siglato un'alleanza sussidiaria e Nagpur era divenuto uno stato principesco sotto la sovranità della Corona britannica. Venne quindi amministrato da un commissario dipendente dal governatore generale dell'India.
Nel 1861, la provincia di Nagpur venne unita ai territori di Saugor e Nerbudda per costituire la nuova divisione amministrativa delle Province Centrali e Berar.
I distretto di Nagpur, Bhandara, Chada, Wardha e Balaghat divennero la divisione di Nagpur della nuova provincia, mentre Durg, Raipur e Bilaspur divennero la divisione di Chhattisgarh. Il distretto di Chhindwara venne aggiunto poi alla divisione di Nerbudda.

### Distretti
- Chhindwara
- Nagpur
- Bhandara
- Chanda
- Wardha
- Balaghat
- Durg
- Raipur
- Bilaspur

### Commissari provincialiCommissioners
- ----- Mansel (prima del 13 marzo 1854, come residente a Nagpur), 1854
- Cap. Elliot, 1854 - 1855
- G. Plowden, 1855 - 1860
- (vacante) 1860 - 1861